# Piliscsaba
Piliscsaba là một làng thuộc hạt Pest, Hungary. Làng này có diện tích 25,57 km², dân số năm 2010 là 8074 người, mật độ 316 người/km².